# 제주영지학교
제주영지학교는 제주특별자치도에 있는 지적장애, 지체장애 위한 공립 특수학교이다.

## 연혁
- 1951년 8월 10일 : 제주북국민학교 맹아분교장으로 개교
- 1969년 9월 1일 : 일도초등학교 맹아분교장으로 변경
- 1971년 4월 8일 : 제주맹아학교로 인가
- 1987년 3월 27일 : 제주영지학교로 변경